# Озерниця (селище)
Озе́рниця (рос. Озерница) — селище у складі Слободського району Кіровської області, Росія. Входить до складу Озерницького сільського поселення.
Населення становить 3 особи (2010, 27 у 2002).
Національний склад станом на 2002 рік — росіяни 92 %.